# Estoloides rufipes
Estoloides rufipes là một loài bọ cánh cứng trong họ Cerambycidae.